# Circuit Gilles-Villeneuve
Circuit Gilles-Villeneuve är en racerbana i Montréal i Kanada. Banan hette fram till 1982 Circuit Île Notre-Dame men döptes om till minne av den kanadensiske racerföraren Gilles Villeneuve, som omkommit i Belgien samma år. Kanadas Grand Prix i formel 1 körs här sedan säsongen 1978.

## F1-vinnare
| Säsong | Förare             | Tillverkare      |
| ------ | ------------------ | ---------------- |
| 2021   | Kördes ej          | Kördes ej        |
| 2020   | Kördes ej          | Kördes ej        |
| 2019   | Lewis Hamilton     | Mercedes         |
| 2018   | Sebastian Vettel   | Ferrari          |
| 2017   | Lewis Hamilton     | Mercedes         |
| 2016   | Lewis Hamilton     | Mercedes         |
| 2015   | Lewis Hamilton     | Mercedes         |
| 2014   | Daniel Ricciardo   | Red Bull-Renault |
| 2013   | Sebastian Vettel   | Red Bull-Renault |
| 2012   | Lewis Hamilton     | McLaren-Mercedes |
| 2011   | Jenson Button      | McLaren-Mercedes |
| 2010   | Lewis Hamilton     | McLaren-Mercedes |
| 2009   | Kördes ej          | Kördes ej        |
| 2008   | Robert Kubica      | BMW              |
| 2007   | Lewis Hamilton     | McLaren-Mercedes |
| 2006   | Fernando Alonso    | Renault          |
| 2005   | Kimi Räikkönen     | McLaren-Mercedes |
| 2004   | Michael Schumacher | Ferrari          |
| 2003   | Michael Schumacher | Ferrari          |
| 2002   | Michael Schumacher | Ferrari          |
| 2001   | Ralf Schumacher    | Williams-BMW     |
| 2000   | Michael Schumacher | Ferrari          |
| 1999   | Mika Häkkinen      | McLaren-Mercedes |
| 1998   | Michael Schumacher | Ferrari          |
| 1997   | Michael Schumacher | Ferrari          |
| 1996   | Damon Hill         | Williams-Renault |
| 1995   | Jean Alesi         | Ferrari          |
| 1994   | Michael Schumacher | Benetton-Ford    |
| 1993   | Alain Prost        | Williams-Renault |
| 1992   | Gerhard Berger     | McLaren-Honda    |
| 1991   | Nelson Piquet      | Benetton-Ford    |
| 1990   | Ayrton Senna       | McLaren-Honda    |
| 1989   | Thierry Boutsen    | Williams-Renault |
| 1988   | Ayrton Senna       | McLaren-Honda    |
| 1987   | Kördes ej          | Kördes ej        |
| 1986   | Nigel Mansell      | Williams-Honda   |
| 1985   | Michele Alboreto   | Ferrari          |
| 1984   | Nelson Piquet      | Brabham-BMW      |
| 1983   | René Arnoux        | Ferrari          |
| 1982   | Nelson Piquet      | Brabham-BMW      |
| 1981   | Jacques Laffite    | Ligier-Matra     |
| 1980   | Alan Jones         | Williams-Ford    |
| 1979   | Alan Jones         | Williams-Ford    |
| 1978   | Gilles Villeneuve  | Ferrari          |